# ЛАЗ E301
ЛАЗ E301 (проєктна назва — ElectroLAZ-20) — перший зчленований тролейбус виробництва Львівського автобусного заводу, виробництво якого розпочалося з 2006 року.

## Опис
За основу було узято тролейбуса ЛАЗ Е183 та автобус ЛАЗ А292. Довжина тролейбуса сягає 18,75 метрів. Кузов має дві окремі частини, тягач та причеп, що поєднані шарнірним вузлом зі скрізним проходом для пасажирів. Тролейбуси даної моделі експлуатуються у Києві, Харкові, Донецьку та Кременчуці.
Головними проблемами цих тролейбусів стали гучні гальмівні реостати, які видають при гальмуванні високочастотний писк, але в більшості ця проблема була усунена, писк став тихішим, хоч і присутній. В більш нових тролейбусах, що обладнані іншою системою керування та асинхронними двигунами такої проблеми вже не було, реостати видають тихіший та низькочастотний шум при гальмуванні. В деяких тролейбусах, виявлені вразливі місця у вигляді вентиляційних люків, через які (природно закриті) під час дощу в салон надходить вода. Варто відзначити гучну роботу пневматики дверей на окремих примірниках і скрипіння «гармошки», через не високу культуру обслуговування троллейбусів у депо, де вузли зчленування вчасно не змащуються. Вентиляція спочатку була передбачена примусового типу (обдув повітря в салон вентиляторами в «тарілки») і вихід повітря через кватирки вікон, але від цього завод швидко відмовився і почав робити звичайні люки.
Завдяки державній програмі оновлення рухомого складу громадського транспорту в містах, приймаючих Євро-2012, ЛАЗ Е301 попали в  інші міста, окрім Києва. До Харкова нові тролейбуси даної моделі почали надходити у січні 2011 року (сумарно надійшли 52 тролейбуса), в Донецьк — у квітні 2011 року (25 одиниць). Впродовж 2012 року 18 тролейбусів надійшли до Києва. У листопаді 2012 року 3 машини надійшли до Кременчука (не за програмою Євро-2012), ставши таким чином першими новими зчленованими тролейбусами після 16-річної перерви.

## Модифікації
- ЛАЗ E301A1 — з 2011 року базова модель, 18-метровий тролейбус, з асинхронним двигуном ДТА-2У1 або двома ДТА-5У1 і системою керування IGBT від ЕПРО.
- ЛАЗ E301D1 — найперша модифікація, 18-метровий тролейбус, з двома двигунами постіного струму ЕД-139АУ2 і системою керування IGBT Cegelec (Чехія або Китай) або Чергос[2].
- Інші модифікації (виробник не декларував нових модифікацій, але виробляв):
  - ЛАЗ E301A1-02 — з двома асинхронними двигунами ДТА-5У1 і СУ ЕПРО
  - ЛАЗ E301D2 — з двигунами постіного струму та СУ Cegelec, але відмінними від ЛАЗ E301D1 статичними перетворювачами та ін.
  - ЛАЗ E301D3 — з двигунами постіного струму та СУ Чергос.

|            |
| ЛАЗ E301A1 |

|            |
| ЛАЗ E301D1 |

|            |
| ЛАЗ E301D1 |

|            |
| ЛАЗ E301A1 |

|            |
| ЛАЗ E301D1 |

|            |
| ЛАЗ E301D1 |

## Експлуатація
| Країна  | Місто     | Кількість | Роки постачання | Бортові номери                             |
| Україна | Київ      | 133       | 2006—2012       | 1601—1613, 2602—2665, 3601—3612, 4601—4644 |
| Україна | Харків    | 52        | 2011            | 2201—2226, 3201—3226                       |
| Україна | Донецьк   | 29        | 2011—2014       | 2300—2314, 2347—2351, 1526—1530            |
| Україна | Кременчук | 3         | 2013            | 197—199                                    |
| Україна | Всього:   | 217       |                 |                                            |